# José João Pereira
José João Pereira (Díli, 9 de outubro de 1981) é um futebolista timorense. Atualmente, atua como atacante da Seleção Timorense de Futebol.